# Транс-мазнина
Транс-мазнините, срещани и като (частично) хидрогенирани, хидрогенизирани, хидрирани или втвърдени, са ненаситени мазнини, чиято структура е целенасочено променена. ̞Те са резултат от процеса хидрогениране, при който се добавя водороден атом, променящ естествената структура на растителната мазнина.
Използват се поради ниската им цена и високата им трайност. Подобряват вкуса, текстурата и срока на годност на продуктите, затова са и предпочитани от страна на производителите. Консумацията им носи риск за здравето и има данни, че увеличават нивата на лошия холестерол, намаляват нивата на добрия холестерол и не се разпознават от организма, поради което се отлагат по кръвоносните съдове.
Широко разпространени са в промишлеността (най-вече хранително-вкусовата). Откриват се в маргарини, солени изделия (напр. чипсове, снаксове, солети, крекери, тестени закуски), сладки изделия (вафли, бисквити, сладоледи, кексове, кроасани), а дори и в „неподозирани“ продукти като хляб или таратор под формата на напитка. В някои вериги за бързо хранене предлаганите картофки се пържат именно в хидрогенирани растителни масла.